# Spannungsquerschnitt

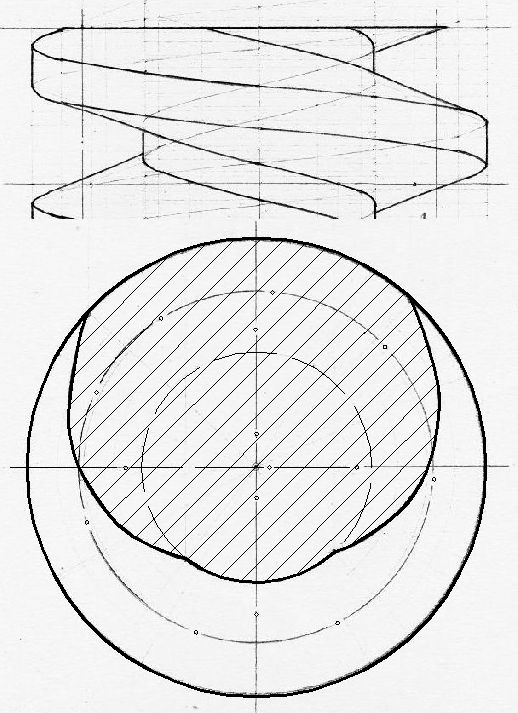
Rechtwinkliger Schnitt durch eine Schraube mit Trapezgewinde: Schnittfläche schraffiert

Der Spannungsquerschnitt ist die Kreisfläche, die bei einem mit Gewinde versehenen Bolzen (Schraube, Gewindebolzen, -stange u. ä.) als Ersatz für die tatsächliche Schnittfläche als maßgebend für die Berechnung von mechanischen Spannungen angenommen wird. Da die Gewindenut spiralig verläuft, ist der maßgebende Durchmesser größer als der Kerndurchmesser des Gewindes. Bei Spitzgewinde wird mit der Näherung Spannungsdurchmesser gleich Mittelwert aus Kern- und Flankendurchmesser gerechnet. Bei Trapezgewinde ist der Spannungsquerschnitt größer: etwa Flankendurchmesser als Ersatzdurchmesser (s. nebenstehende Abbildung).
In Maßtabellen wird oft auch die aus dem Spannungsdurchmesser errechnete Kreisfläche als Spannungsquerschnittsfläche angegeben (z. B. im Artikel Metrisches Gewinde).

## Einzelnachweis
1. ↑  www.ingenieurkurse.de: Werkstoffauswahl und Spannungsquerschnitt einer Schraube